# Bhabhar, Gujarat
Bhabhar o Bhabar fou un petit estats tributari de l'Índia, un dels principats de l'agència de Palanpur al Gujarat, a la presidència de Bombai. La capital era la vila que portava el mateix de Bhabar o Bhabhar.
Limitava al nord amb Deodar, a l'est i sud amb Terwara, i a l'oest amb Suigam i Tharad. La superfície era de 207 km² i la població el 1881 de 7.222 habitants repartits en 23 pobles. Els ingressos eren 1500 lliures a l'any. El territori era pla i cobert de jungla, i la terra arenosa. La capital era la ciutat del mateix nom a uns 88 km a l'est de Palanpur 24° 07′ N, 71° 43′ E / 24.117°N,71.717°E.
Els governants eren thakurs Kolis originalment barrejats amb rajputs. Fou posat sota protectorat britànic el 1820. El 1826, en consideració a la pobresa del petits sobirans de l'agència de Palanpur, el tribut fou reduït.